# بانک دایشی
بانک دایشی (انگلیسی: The Daishi Bank) شرکت خدمات مالی و بانکداری ژاپنی است، که در سال ۱۸۹۳ تأسیس شد. سازنده ی این بانک شیبوساوا ایچی بازرگان مهم ژاپنی است. این بانک در یک دوره بانک ملی ژاپن بود.